# فيديريكو فييتو
فيديريكو فييتو (بالإسبانية: Federico Vietto)‏ هو لاعب كرة قدم أرجنتيني في مركز الهجوم، ولد في 1998 في Balnearia ‏ في الأرجنتين. لعب مع نادي راسينغ.

## وصلات خارجية
- فيديريكو فييتو على موقع قاعدة بيانات كرة القدم.إي يو (الإنجليزية)
- فيديريكو فييتو على موقع Soccerway.com (الإنجليزية)